# Charles Grey, 2:e earl Grey
Charles Grey var en brittisk politiker med den fullständiga titeln 2:e earl Grey, 2:e viscount Howick, 2:e baron Grey av Howick och 3:e baronet Grey av Howick. Född 13 mars 1764 i Fallodon nära Alnwick, Northumberland, död 17 juli 1845 på Howick House, Howick, Northumberland. Han var farbror till George Grey, 2:e baronet och far till Henry Grey, 3:e earl Grey.
Grey bröt med släktens torytraditioner och invaldes i underhuset för whigspartiet 1786 där han blev en av Charles James Fox trognaste anhängare. Grey intresserade sig i synnerhet efter 1792 för en parlamentsreform, för vilken han verkade dels genom Society of the friends of the people, vars ledare han var, dels genom förslag i underhuset 1793 och 1797, vilka dock endast samlade ett mindre antal röster. Greys oratoriska begåvning kom också till användning i åtalet mot Warren Hastings. 
Han var 1806–1807 marinminister och efter Charles James Fox död utrikesminister 1806–1807. Sedan han 1807 efterträtt sin far, Charles Grey, 1:e earl Grey, som earl Grey kom han att hålla sig utanför regeringspolitiken under en längre tid även om hans inflytande inom whigpartiet tidvis var ganska stort. November 1830–juli 1834 var Grey premiärminister.
Grey lade 1831 fram en parlamentaristisk reform som 1832 införde rösträtt för medelklassen, och ökade dennas representation i underhuset genom att reformera valkretsarna i flera industristäder. Till en början satte sig överhuset emot denna reform, men sedan kung Vilhelm IV hotat adla 50 reformvänliga whigspolitiker gav överhuset med sig. Grey bidrog även till avskaffandet av slaveriet i Brittiska imperiet år 1833 (i England avskaffades slaveriet redan 1772).
Grey hade en affär med societetsskönheten Georgiana Cavendish där han fick dottern Eliza, som uppfostrades av hans föräldrar.
Han ärvde den underordnade titeln baronet Grey av Howick efter sin farbror, i mars 1808.
Grey är den person som fått ge namn åt tesorten Earl Grey.